# Skallberget, Västerås

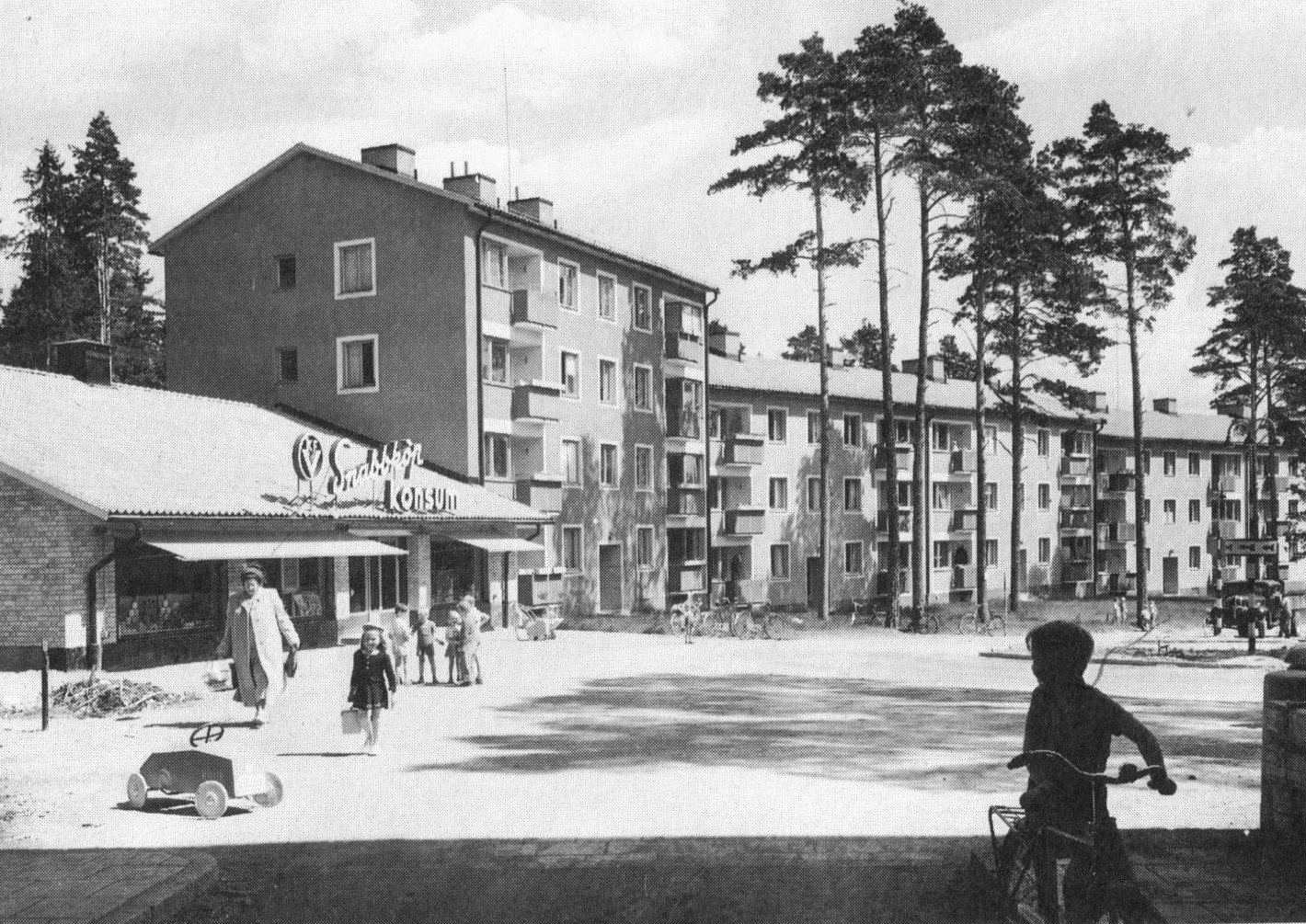
Nybyggda hus på Skallbergsgatan 1947.

Skallberget är en  stadsdel i det administrativa bostadsområdet Skallberget-Vega i Västerås. Området är ett bostadsområde som ligger norr om E18 och väster om Bergslagsvägen.
I Skallberget finns bostäder: villor, radhus och hyreshus, Skallbergsskolan, ett centrum (Karlfeldtsplatsen), ett äldreboende (Skallbergets servicehus) och en kyrka Korskyrkan. I hörnet ner mot Skallbergsmotet finns livsmedelsaffärer, en pizzeria och en bank.
Skallberget började bebyggas under av slutet av 1940-talet, huvudsakligen med lamellhus. I slutet av 1950-talet uppfördes butiker, ett punkthus och en bensinstation vid Skallbergstorget. Under slutet av 80-talet uppfördes på den tidigare idrottsplanen Svarta plan bostäder och stadsdelscentrat Karlfeldtsplatsen.
Området avgränsas av Nordanby, Bergslagsvägen, E18 och Vega.
Området gränsar i norr till Nordanby, i öster till Gideonsberg, i söder över E18 till Kristiansborg och Iggebygärdet och i väster till Vega.